# HAMO
HAMO is oorspronkelijk een afkorting van Alfred Hannemann Modellbau, de naam van een voormalige fabrikant van modelauto's en -treinen uit Neurenberg.
Opgericht in 1952, maakte het bedrijf elektrisch aangedreven modeltrams op schaal H0. In 1959 en 1960 werden ook locomotieven in het assortiment opgenomen, namelijk modellen van de Duitse diesellocomotieven V 80 en V 160.
In 1963 fuseerde het bedrijf met Märklin, maar bleef vooralsnog dezelfde modellen vervaardigen. Later dat jaar sloot Hannemann zijn bedrijf, dat door Märklin werd voortgezet onder de naam "HAMO Modellfahrzeuge GmbH".
Märklin bracht een jaar later zijn model 3011 - een model van de Duitse E 44 - op de markt onder het merk "HAMO". Het werd in de voormalige fabriek en door personeel van Hannemann gebouwd, met door Märklin aangeleverde onderdelen. In de jaren tot 1967 werden nog vier nieuwe modellen onder beide merken op de markt gebracht, namelijk de catalogusnummers 3023, 3024, 3052 en 3063.
Vanaf 1966 werden ook locomotieven voor twee-rail gelijkspanning gebouwd, grotendeels identiek aan de wisselspannings-versie, en herkenbaar aan het met "83" (in plaats van "30") beginnende catalogusnummer. De wielmaten van Hamo-modellen voldoen niet aan NEM 320: de afstand tussen de binnenkant van de wielen is te klein (14,0 mm in plaats van 14,3 mm) en de wielflenzen zijn veel te hoog. Voor H0-banen gebouwd met Fleischmannrails en -wissels van het oudere type is dat geen probleem, maar voor banen die gebouwd zijn met rails en wissels met de hedendaagse normering geeft dat problemen. In 1967 werd de productie van de modeltrams gestopt.
Sinds de overname van Trix in januari 1997 gebruikt Märklin de naam HAMO niet meer; het laatste model was catalogusnummer 38531, een bijzondere uitvoering van de BR 120 van de DB AG. Sindsdien worden de gelijkspanningsmodellen van Märklin onder de naam Trix uitgebracht.